# Slag bij Lepanto
De Slag bij Lepanto op 7 oktober 1571 was een zeeslag tussen de christelijke Heilige Liga en het islamitische Ottomaanse Rijk over de beheersing van het oostelijke Middellandse Zeegebied. Het was een van de grootste zeeslagen uit de wereldgeschiedenis en ook de laatste grote zeeslag waar gebruik werd gemaakt van galeischepen. Hij vond plaats in de buurt van Lepanto (dit is de vroegere Italiaanse naam van de Griekse havenstad Návpaktos) aan de nauwe ingang van de Golf van Korinthe.

## Aanloop
De troepen van sultan Selim II waren in 1570 Cyprus binnengevallen met als doel de Venetianen uit het oostelijk gedeelte van de Middellandse Zee te verdrijven. Venetianen vormden hierop een alliantie met paus Pius V en Filips II van Spanje (25 mei 1571).
Tegen de tijd dat de geallieerde vloot zich verzameld had in Messina op Sicilië (24 augustus 1571), hadden de Ottomanen op Cyprus reeds de hoofdstad Nicosia veroverd (9 september 1571) en Famagusta belegerd en was de Ottomaanse vloot de Adriatische Zee binnengedrongen. De geallieerde vloot vertrok op 15 september 1571 richting Korfu en bereikte de Ottomaanse vloot op 7 oktober.

## Christendom en islam
De Slag bij Lepanto markeerde een scheidingslijn in de strijd tussen het christendom en de islam. Aan de christelijke zijde werd oorlog een seculiere zaak. In het verleden had de paus, hoewel vergeefs, een decreet uitgevaardigd dat de kruisboog niet gebruikt mocht worden in onderlinge conflicten tussen christenen, maar inmiddels was al het oorlogstuig geoorloofd. Zo werden de nieuwe grote galjassen bewapend met kanonnen direct ingezet bij de zeeslag.
Aan de islamitische zijde kon echter iedere innovatie aanleiding zijn tot discussie of zelfs verzet. Het eervol vechten diende te gebeuren met de wapens zoals bekend uit de mondelinge overleveringen zoals de hadith. Een goede moslimsoldaat, zo was de opvatting, sprong in een bres of op een vijandelijk schip zonder bepantsering en gebruikte slechts de kracht van zijn armen. Moslims waren, zo luidt de legende, van mening dat het beter was op de juiste manier te vechten en een slag te verliezen dan oneervol te strijden.

## De slag

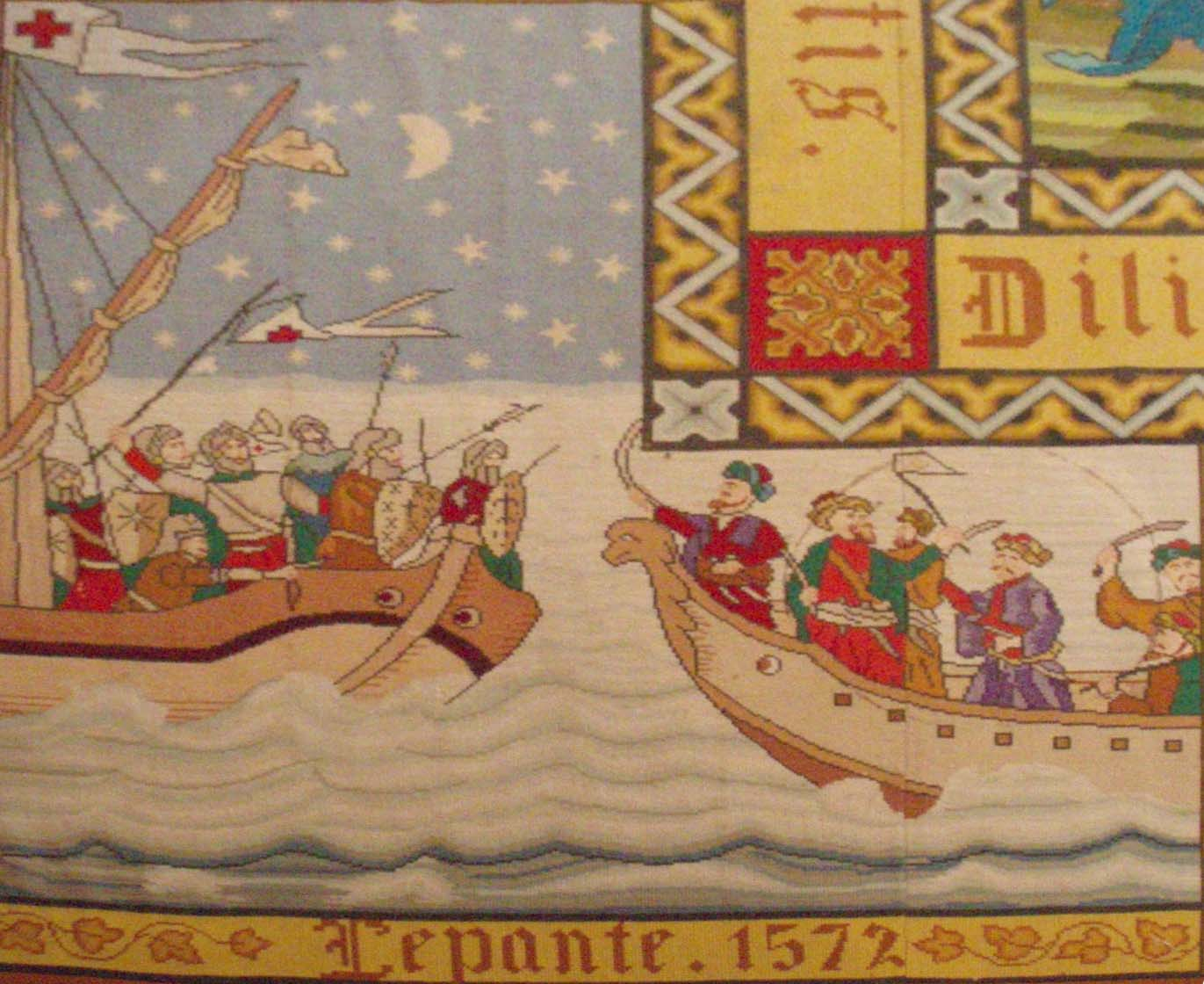
Slag bij Lepanto, uitgebeeld op een 19de-eeuws tapijt

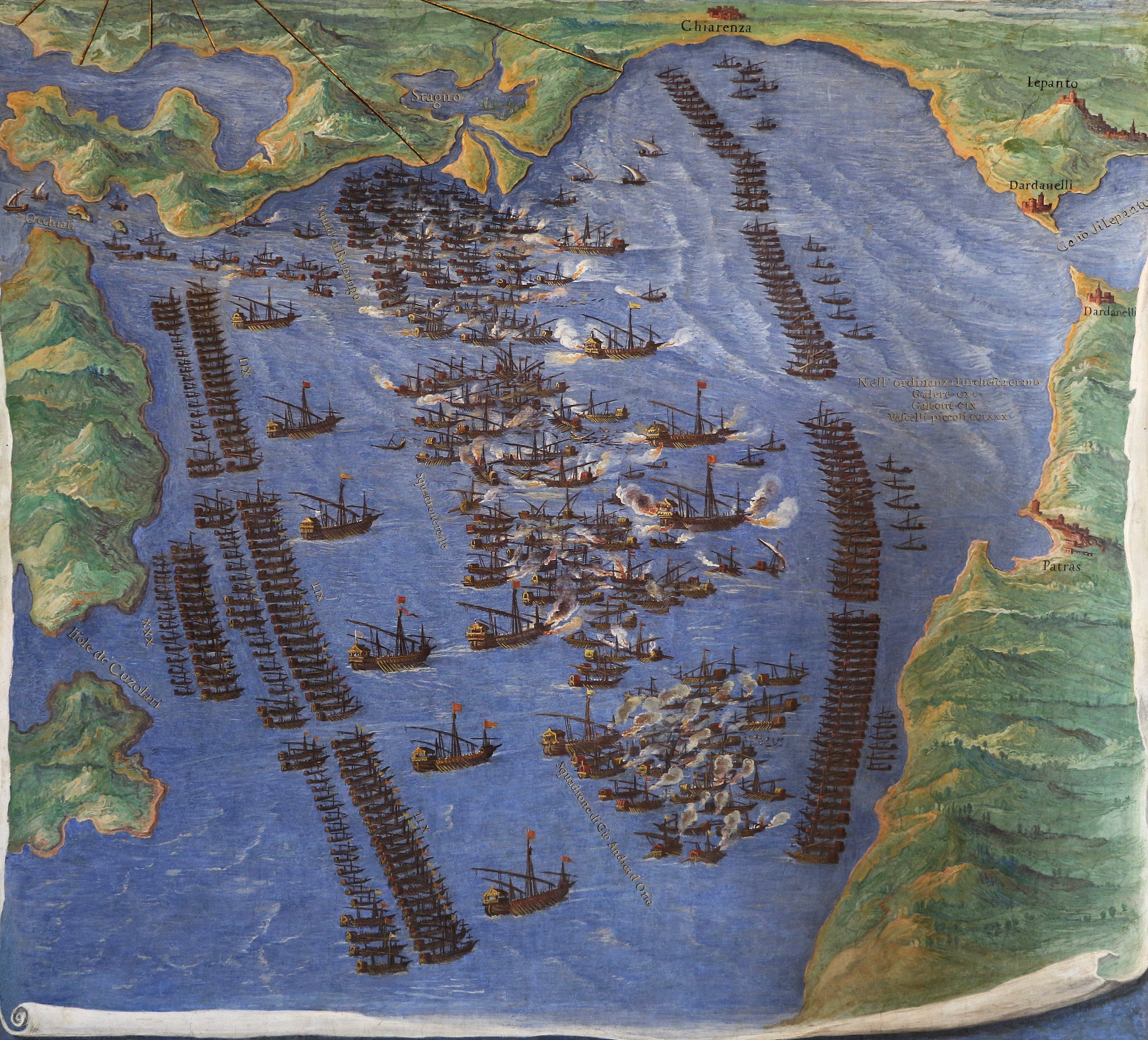
Fresco van de Slag bij Lepanto uit het Vaticaan

De Osmaanse vloot onder leiding van Uluç Ali Pasha moest het opnemen tegen de verenigde vloten van paus Pius V en die van Spanje, Venetië, Malta en Genua, onder het opperbevel van Juan van Oostenrijk, de halfbroer van Filips II. Zijn vlaggenschip was de Real.
De christenen, met 84.500 man, 206 galeien, zes grote Venetiaanse galjassen en 102 hulpzeilvaartuigen, overwonnen de grotere vloot van de islamitische Osmanen (88.000 man, 210 galeien, 44 galjoten en 20 fusten) na een slag van ongeveer vier uur. De bemanning van de Real wist de Turkse opperbevelhebber te doden. Zijn hoofd werd op een spies gezet om de vijand te demoraliseren.
De Ottomanen verloren 200 vaartuigen en  24.000 man (onder wie hun aanvoerder Ali Pasha en ruim 15.000 christelijke galeislaven), de christenen slechts 15 galeien en 7500 man.

## Na de slag
De vreugde in Europa was bijzonder groot, maar de snelle overwinning van de christenen werd door interne verdeeldheid niet echt uitgebuit. Venetië (de sterkste bondgenoot van Spanje, dat de leiding had) sloot een afzonderlijke vrede in 1573; deze mogendheid was traditioneel meer gebrand op het veiligstellen van commerciële belangen dan in het verdedigen van het christendom. De Ottomaanse vloot werd weldra herbouwd. Het geloof in de onoverwinnelijkheid van de islamitische Ottomanen was echter door deze zeeslag aan beide zijden verdwenen. Filips II kreeg door deze overwinning wel de benodigde adempauze om zich verder te concentreren op de Nederlandse Opstand, die net zo belangrijk was als de verdrijving van de Ottomanen uit dat gedeelte van de Middellandse Zee.
Deze zeeslag had een grote invloed op het moreel van de christenheid en was het onderwerp van verschillende schilderijen van grootmeesters als Titiaan, Tintoretto en Veronese. In 2001 heeft de Amerikaanse kunstenaar Cy Twombly 12 grote schilderijen over de slag bij Lepanto vervaardigd, die permanent worden tentoongesteld in Museum Brandhorst in München.
Aan christelijke zijde werd de overwinning toegeschreven aan het bidden van de rozenkrans door zowel het niet-strijdende volk als de krijgsmacht. Na de slag stelde paus Pius V officieel op 7 oktober een feestdag in ter gedachtenis van de overwinning op de Ottomanen. Sindsdien geldt binnen de Katholieke Kerk de maand oktober als rozenkransmaand.

## Wetenswaardigheid
- Onder de christelijke strijdkrachten bevond zich de avontuurlijke Spaanse schrijver Miguel de Cervantes (de auteur van Don Quichot), die tijdens de strijd het functioneel gebruik van zijn linkerarm verloor.
- In de kathedraal van Barcelona hangt een Christusbeeld dat op een van de schepen uit de slag zou hebben gehangen. Volgens de legende bewoog het beeld zich tijdens de gevechten op miraculeuze wijze naar rechts om te vermijden dat het geraakt zou worden door een kanonskogel.
- Het metrostation Lepanto van de Metro van Rome is genoemd naar de Slag.